# Lubieszynek
Lubieszynek este o arie protejată (sit de importanță comunitară — SCI) din Polonia întinsă pe o suprafață de 671,41 ha, integral pe uscat.

## Localizare
Centrul sitului Lubieszynek este situat la coordonatele 54°06′23″N 18°12′49″E / 54.1064°N 18.2135°E.

## Înființare
Situl Lubieszynek a fost declarat sit de importanță comunitară în octombrie 2009 pentru a proteja 1 specie de animale.

## Biodiversitate
Situată în ecoregiunea continentală, aria protejată conține 2 habitate naturale: Lacuri și iazuri distrofice naturale, Mlaștini turboase de tranziție și turbării mișcătoare.
La baza desemnării sitului se află o specie protejată de  pești: Rhynchocypris percnurus.